# Faiz Ahmad Faiz

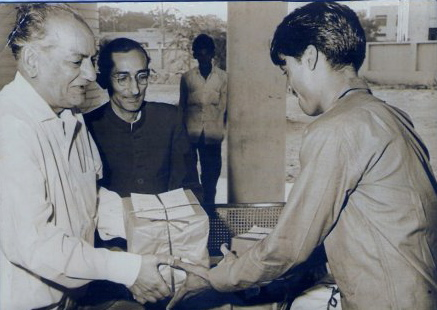
Faiz Ahmad Faiz

Faiz Ahmad Faiz (فيض ١حمد فيض) (ur. 13 lutego 1911 w Sialkot, Pendżab, zm. 1984 w Lahaur) – jeden z najbardziej znanych współczesnych rewolucyjnych poetów tworzących w języku urdu.
Wiersze żadnego poety nie były tak często wykorzystywane jako teksty pieśni jak Faiza. Uważany jest za twórcę propagującego postęp i humanitaryzm. Jego wiersze nacechowane są wyraźną muzykalnością. Twórczość Faiza wywarła znaczący wpływ na współczesnych poetów urdu. Faiz przez wiele lat pracował jako wykładowca literatury angielskiej i wydawca na uczelniach Pakistanu. Głosił poglądy marksistowskie, w 1962 r. został laureatem Międzynarodowej Leninowskiej Nagrody Pokoju. W czasach dyktatury wiele lat spędził w więzieniu. Jego twórczość ma cechy klasyki ze względu na piękno języka, w jakim pisał, i elegancję stylu.
Pomimo oskarżeń o ateizm jego poezja wskazuje na skomplikowany stosunek autora do religii, zwłaszcza do Islamu. Inspirował się tradycją suficką.